# 11325 Slavický
11325 Slavický eller 1995 SG är en asteroid i huvudbältet som upptäcktes den 17 september 1995 av den tjeckiske astronomen Lenka Kotková vid Ondřejov-observatoriet. Den är uppkallad efter den tjeckiske kompositören Klement Slavický.